# Мак-Крири, Уолтер
Уолтер Адольф Мак-Крири (англ. Walter Adolph McCreery; 13 августа 1871, Цюрих — 8 ноября 1922, Клермон-Ферран) — американский игрок в поло, серебряный призёр летних Олимпийских игр 1900 и 1908.
На Играх 1900 Мак-Крири входил в состав третьей смешанной команды, которая сразу прошла в полуфинал, где выиграла у мексиканской сборной и прошла в финал. В заключительном матче она проиграла другой смешанной команде, и получила серебряные медали.